# 야리칭☆비치부
야리칭☆비치부(ヤリチン☆ビッチ部)는 오게레츠 타나카가 원작한 일본의 BL 만화이다. 일러스트 투고 사이트 「Pixiv(피시브)」에서 2012년부터 부정기 연재됐고, 2016년부터 켄토샤에서 단행본화되고 있다.
만화책을 원작으로 한 드라마 CD나 OAD(나중에 ODS 선행 상영의 OVA로 발매)등 미디어 믹스 작품도 존재한다. 현재는 단편 애니메이션화되어 2편이 나왔다. (성인)